# Karel Holý
Karel Holý (Praga, Checoslovaquia; 3 de febrero de 1956 – Praga, Checoslovaquia; 23 de noviembre de 2024) fue un jugador de hockey sobre hielo de Checoslovaquia que jugó en la posición de delantero.

## Carrera

### Club
| Periodo   | Club             |
| --------- | ---------------- |
| 1974-1978 | HC Sparta Praha  |
| 1978-1979 | HK Dukla Trenčín |
| 1979-1980 | HC Dukla Jihlava |
| 1980-1986 | HC Sparta Praha  |
| 1986-1989 | ESV Kaufbeuren   |
| 1989-1990 | IPK Iisalmi      |

### Selección nacional
Representó a Checoslovaquia en los Juegos Olímpicos de Lake Placid 1980 donde terminó en quinto lugar.